# Пулемець (пункт контролю)
51°34′28.6″ пн. ш. 23°41′50.7″ сх. д. / 51.574611° пн. ш. 23.697417° сх. д.
Пуле́мець — пункт пропуску через державний кордон України на кордоні з Білоруссю.
Розташований у Волинській області, Шацький район, поблизу однойменного села на автошляху Т 0307. З білоруського боку знаходиться пункт пропуску «Томашівка» на трасі Р94 у напрямку Домачевого та Берестя.
Вид пункту пропуску — автомобільний. Статус пункту пропуску — міжнародний.
Характер перевезень — пасажирський, вантажний.
Окрім радіологічного, митного та прикордонного контролю, пункт пропуску «Пулемець» може здійснювати фітосанітарний та екологічний контроль.
Пункт пропуску «Пулемець» входить до складу митного посту «Римачі» Ягодинської митниці. Код пункту пропуску — 20504 03 00 (11).